# ロビー・デュプリー
ロビー・デュプリー（Robbie Dupree、1946年12月23日 - ）は、ヒット曲「ふたりだけの夜 (Steal Away)」（Billboard Hot 100で6位）と「ホット・ロッド・ハート」（15位）で最もよく知られているアメリカの歌手。

## 略歴

### 生い立ち
ロビー・デュプリーは、1946年12月23日にニューヨーク・ブルックリン区でロバート・デュプイとして生まれた。子供の頃、彼が最も音楽的に影響を受けたのは、R&Bミュージシャンのマーヴィン・ゲイとサム・クックであった。

### キャリア
1981年、グラミー賞の最優秀新人賞にノミネートされたが、クリストファー・クロスに敗れた。デュプリーがビルボード・チャートにランクインした最後のシングル「ブルックリン・ガールズ」は、1981年6月に最高54位となった。
1987年、デュプリーはワールド・レスリング・エンターテイメント（当時は世界レスリング連盟として知られていた）のテーマ・ソングを集めた『Piledriver: The Wrestling Album II』に「Girls in Cars」という曲を提供した。タッグチームのストライク・フォース（ティト・サンタナとリック・マーテル）は、1987年から1989年まで入場曲として「Girls in Cars」のインストゥルメンタル・バージョンを使用した。
2010年、デュプリーはスペクトラ・レコードと契約し、元Eストリート・バンドのキーボード奏者デヴィッド・サンシャスをフィーチャーしたアルバム『タイム・アンド・タイド』をリリースした。2010年5月21日、デュプリーは1970年代後半から1980年代前半のスムーズ・ウエストコースト・サウンドであるヨット・ロックへのジミー・ファロンの継続的なトリビュートの一環として、『レイト・ナイト・ウィズ・ジミー・ファロン』に出演した。
2011年、デュプリーは「オールスター・ロック・コンサート・シリーズ」の一環としてツアーを行った。このツアーには、ジョン・キャファティ、オーリアンズ、デヴィッド・パック（アンブロージア）、ジョン・フォード・コーリー、ウェット・ウィリーのジミー・ホール、ジョー・リン・ターナー、ジョー・ブーチャードが出演した。
2012年、デュプリーは『Arc of a Romance』というタイトルの新しいカバー・アルバムをリリースした。
2013年、デュプリーは「セイル・ロック2013」の一環として、クリストファー・クロス、プレイヤー、ゲイリー・ライト、アル・スチュワート、オーリアンズ、ファイアフォール、ジョン・フォード・コーリーとともに、夏の間にアメリカとカナダをツアーした。
2018年の夏、彼とジョン・フォード・コーリーはアンブロージア、ピーター・ベケット（プレイヤー）、スティーヴン・ビショップとともに「ロック・ザ・ヨット2018」ツアーに参加した。
2019年の夏、デュプリーはポッドキャスト「A Bunch of Malarkey」に出演し、自身のキャリアと最近の仕事について語った。

## ディスコグラフィ

### スタジオ・アルバム
- 『ふたりだけの夜』 - Robbie Dupree (1980年) ※全米51位、全豪83位[2]
- 『僕だけの街角』 - Street Corner Heroes (1981年) ※全米169位
- 『キャリード・アウェイ』 - Carried Away (1989年)
- 『傷心の街』 - Walking on Water (1993年)
- 『スモーク・アンド・ミラーズ』 - Smoke and Mirrors (1995年)
- 『ロビー・デュプリー・ウィズ・デヴィッド・サンキシャス』 - Robbie Dupree with David Sancious (2003年) ※with デヴィッド・サンシャス
- 『タイム・アンド・タイド』 - Time and Tide (2010年)
- Arc of a Romance (2012年) ※EP

### ライブ・アルバム
- 『オール・ナイト・ロング〜ライヴ・ウィズ・クラッキン』 - All Night Long (1998年)
- 『ロビー・デュプリーLive!』 - Live! (2004年)
- Anthology: Live 1998-2014 (2015年)

### コンピレーション・アルバム
- 『ヴィンテージ』 - Vintage (1997年) ※未発表音源集
- The 80s: Robbie Dupree (2000年)
- 『ヴィンテージ・ヴォリューム 2』 - Vintage Volume 2 (2001年) ※未発表音源集

### シングル
- 「ふたりだけの夜」 - "Steal Away" (1980年) ※全米6位、R&B85位、カナダ14位、全豪24位[2]
- 「ホット・ロッド・ハート」 - "Hot Rod Hearts" (1980年) ※全米15位、全豪58位[2]
- "Nadie Mas" (1980年)
- 「ブルックリン・ガールズ」 - "Brooklyn Girls" (1981年) ※全米54位
- "Saturday Night" (1981年)
- "Are You Ready for Love" (1981年)
- "Girls in Cars" (1987年)
- "This Is Life" (1988年)
- "Walking on Water" (1993年)
- "Goodbye LA" (1993年)
- "Smoke and Mirrors" (1995年)
- "Make It Easy on Yourself" (1997年)
- "Live All Night Long" (1997年)
- "The Critics Are Never Kind" (2007年)
- "Fly Away" (2008年)
- "Lucky" (2010年)
- "Satisfied" (2011年)
- "In God’s Country" (2014年)
- "Ordinary Day" (2018年)
- "Audio Graffiti" (2019年)